# Lennart Green (arkitekt)
Sven Lennart Green, född 31 juli 1920 i Stockholm, död där 9 april 1988, var en svensk arkitekt.
Green, som var son till direktör Sven Green och Elna Wahlström, avlade studentexamen 1940 och utexaminerades från Kungliga Tekniska högskolan 1950. Han var arkitekt vid Svenska Riksbyggen från 1947 och även stadsarkitekt i Flens stad 1956–1958. Han ritade bland annat varuhuset Sigma i Västerås, Borlänge teater, kontorshus i Kristianstad och ett flertal bostadsområden.